# Kopasz Bálint
Kopasz Bálint (Szeged, 1997. június 20. –) olimpiai arany-és bronzérmes, világ- és Európa-bajnok magyar kajakozó.

## Sportpályafutása
Szülei szintén kajakversenyzők voltak. Az edzője édesanyja, Demeter Irén. Algyőn az egyesületében ő volt az egyetlen kajakversenyző. Tizenöt évesen  atlétikában (mezeifutás) és kajakban is magyar bajnok volt a korosztályában.
2014-ben négyesben harmadik volt az ifjúsági Eb-n. 2015-ben egyesben ifjúsági világbajnokságot nyert Montebelloban Portugáliában. 2016-ban a felnőtt Eb-n bronzérmet szerzett.
2016-ban a riói olimpián kajak egyes 1000 méter-en a 10. helyen végzett.
2017. május 27-én első helyen végzett a Szegeden a szülővárosában megrendezett kajak-kenu világkupán K1 1000 méteren.
A 2018-as Európa-bajnokságon K-1 1000 méteren ezüstérmet szerzett. A 2018-as gyorsasági kajak-kenu világbajnokságon K-1 1000 méteren negyedik lett. 2019 áprilisában a Győri VSE-be igazolt.
A 2019 júniusában rendezett Európa játékokon első helyen végzett 1000 és 5000 méteren. A Szegeden rendezett 2019-es világbajnokságon K-1 1000 méteren aranyérmet szerzett. Szeptemberben a tokiói előolimpiai tesztversenyen is első helyen végzett K-1 1000 méteren.
A 2020. évi nyári olimpiai játékokon, 2021. augusztus 3-án K-1 1000 méteren olimpiai bajnok lett. Kopasz Hesz Mihály 1968-as győzelme óta az első magyar olimpiai bajnok lett ezen a távon. Kajak kettes 1000 méteren Nádas Bencével a 4. helyen végzett.

## Díjai, elismerései
- Az év legjobb utánpótlás korú sportolója (2015)[13]
- Az év magyar kajakozója: (2016,[14] 2018,[15] 2019,[16] 2020,[17] 2021[18])
- Az év legjobb utánpótlás korú sportolója választás, második helyezett (2016[19])
- Algyő díszpolgára (2021)[20]
- A Magyar Érdemrend tisztikeresztje (2021)[21]
- A Magyar Érdemrend parancsnoki keresztje (2024)[22]